# José Mariano Elízaga
José Mariano Elízaga (Nueva Valladolid, 1786 - Morelia, 1842) fue un compositor, pedagogo, teórico, organista y pianista mexicano. Fue el maestro de capilla del emperador Agustín I de México, así como el primer gran compositor mexicano del siglo XIX y del México independiente.

## Biografía
Elízaga fue niño prodigio. Atrajo la atención del Virrey Revillagigedo ante quien Elízaga se presentó interpretando música. El virrey Revillagigedo se convirtió en mecenas del niño y lo internó en el Colegio de Infantes de la Catedral. Al regresar a Valladolid estudió con José María Carrasco, maestro de capilla de Morelia y con Mariano Soto Carrillo y en 1799 ocupó la plaza de asistente de organista en el colegio de San Nicolás y de tercer organista de la catedral. Las biografías cuentan que por aquella época Elízaga adquirió el mejor pianoforte de la Ciudad de México para instruir a la aristocracia local. Una de sus alumnas fue Doña Ana María Huarte, quien sería posteriormente esposa de Agustín de Iturbide, primer emperador de México.
En 1822, Elízaga fue nombrado maestro de la capilla Imperial. En 1823 publicó sus Elementos de Música en la Ciudad de México, se encuentra una copia en la Biblioteca Nacional de México. Al concluir el Primer Imperio Mexicano el prestigio de Elízaga se vio afectado, sin embargo continuó teniendo apoyo del gobierno mexicano, lo cual permitió a Elízaga fundamentar las bases de la vida musical de México en el siglo XIX. Elízaga promovió la primera Sociedad filarmónica Mexicana. En 1825 fundó la Academia Filarmónica, la cual se convertiría en el primer Conservatorio del continente americano. En 1826 fundó la primera imprenta musical en México donde se publicaron obras suyas y de otros compositores. Estas actividades le ganaron el ser reconocido como el mejor compositor del momento en México.
En 1835 publicó su tratado Principios de la armonía y de la melodía la cual enriqueció el desarrollo de la teoría musical en México. En 1842 se retiró a Morelia donde murió a los 56 años.

## Situación de la música de Elízaga
Han sido pocas las obras que han sobrevivido de Elízaga, por lo que es casi un compositor desconocido. Su nombre aparece más en los libros de historia de música mexicana que en conciertos. Desde 1994 se han encontrado varias partituras del compositor como Últimas variaciones de 1826 donde se advierte el estilo de Joseph Haydn, también se han encontrado numerosas obras corales.

## Obra
Religiosas: Dúo de las siete palabras, Lamentaciones, Maitines de la transfiguración, Misas, Miserere, Oficios.
Música profana: El 16 de Septiembre. Inclito gran Morelos, Seis valses, Vals con variaciones a la memoria de Rossini, Últimas variaciones.